# جون أ. كاربنتر
جون أ. كاربنتر (بالإنجليزية: John A. Carpenter)‏ هو مؤرخ أمريكي، ولد في 1 أغسطس 1921، وتوفي في 1978.